# 장국현
장국현(1943년 ~)은 대한민국의 전 사진가, 범죄자이다. 호는 고송(古松)이다.

## 개요
1943년에 경상북도 칠곡군에서 출생하였다. 1970년에 사진가로 입문하여 초기에는 인간의 삶을 다룬 다큐멘터리 사진을 촬영했고, 1989년에 백두산에서 사진 촬영을 하면서 산 사진에 뛰어들어 6개월 동안 산 속에 살면서 작업을 해왔다. 그리고 산 사진 촬영을 통해 터득한 기술로 높고 험준한 산에서 모습을 드러낸 바 없는 걸작 소나무를 찾아내어 사진에 담고 있었다.
그러나 2011년~2013년 사이에 경상북도 울진군에 소재한 산림유전자원보호구역에서 사진을 촬영하던 도중, 사진 구도에 방해된다는 이유로 200년이 넘은 금강송과 그 외의 나무들을 무단으로 벌목한 것에 대해 논란이 되었다. 이 사건이 언론에 보도되면서 많은 사람들이 분노했으며, 그는 기소되어 500만원의 벌금형을 선고받았다. 그와 동시에 한국사진작가협회에서 영구제명을 당했으며, 그의 수상 기록도 모두 말소되었다. 대다수의 환경단체와 사진작가단체에서 사진전 개최에 반대의사는 물론 보이콧까지 일으켰다.
이후 본래 예술의 전당에서 개최하려고 했던 그의 사진전을 미술과 비평에 취소되었다는 소식이 전해졌으나, 이를 상대로 전시회 금지 취소 요청을 하면서 가처분 신청을 냈고, 2020년 4월 6일에 서울중앙지법이 이를 받아들여 전시회를 열었다. 이 소식을 들은 환경 단체, 사진 작가 단체, SNS 이용자들이 또 다시 분노를 일으켰으며, 예술의 전당 디자인미술관 정문에서 현역 사진작가들이 릴레이 1인 시위를 했을 정도다.